# Petrus David de Scotia
Petrus David de Scotia (Peder Skotte) (født 1450 i Aberdeen i Skotland, død 24. juli 1520 i København) var en skotskfødt teolog

og hørte til den ældste – fra Køln indkomne –
gruppe af lærere, der blev ansat ved Københavns Universitet ved
dets oprettelse 1479. Han var dengang magister i filosofi og
bakkalavr, baccalaureus, bachelor i teologi, og han blev den første dekan ved det
filosofiske fakultet.
1487 omtales han som licentiat i teologi, og
ved en akademisk højtid 1498 i anledning af Kong Hans’ sejr i
Sverige kreeredes han til dr.theol. Det var da ogsaa som lærer
i teologi, han vandt sin berømmelse; Aristoteles og Thomas Aquinas
var de lærdomslys, som han fulgte, idet han med stor
iver foredrog den skolastiske teologi.
En mand som Morten Børup tilstod, at han skyldte ham meget, og lektor
Poul Helgesen, der har givet en udførlig karakteristik af ham, roser
ham højlig for hans retskaffenhed, lærdom og uegennyttighed.
Efter seks gange at have beklædt rektorværdigheden ved universitetet
døde han af pest 24. Juli 1520.
Werlauff: Københavns Universitet fra dets Stiftelse indtil Reformationen. S. 60 f.
H.F. Rørdam.